# エル・トラフィコ
トラフィコ（スペイン語: El Tráfico）は、サッカーのアメリカ合衆国およびカナダリーグ、メジャーリーグサッカー（MLS）のロサンゼルス・ギャラクシーとロサンゼルスFCの試合のことを指す。ロサンゼルスダービー（Los Angeles Derby）とも呼ばれている。ニューヨークで行われるハドソン・リバー・ダービーと並んで、リーグの2つのクロスタウンシリーズのうちの1つであり、ロサンゼルス・ギャラクシーとチーヴァス・USAの間で行われていたスーパークラシコに取って代わった。

## 背景
ロサンゼルスFCは、ロサンゼルスを拠点としていたCDグアダラハラが所有するMLSフランチャイズであるチーヴァス・USAの解散直後の2014年に設立された。スタジアムはカーソンのディグニティ・ヘルス・スポーツ・パークを共有し、当初はホーム・デポ・センター（2003年 -  2013年）、スタブハブ・センター（2013年 -  2018年）として知られていた。ギャラクシーと共に、その最後の数年間の運用期間中は観客数が減少していた。2つのチームの対決であるスーパークラシコは、グアダラハラとクルブ・アメリカの間のメキシコのライバルにちなんで名付けられた。2チームは10シーズンで31回対戦し、ギャラクシーは20試合に勝ち、チバスは4勝した。
ロサンゼルスFCは、州間高速道路110号線のカーソンから北に約13マイル（21 km）のエクスポジション・パークに新しいスタジアムを建設しました。

## 歴史
両チームのアカデミーは2016年9月に初めて対決し、3  -  3の引き分けで終わった。
最初の対戦はLAFCのレギュラーシーズンで3試合目の試合で、2018年3月31日にスタブハブ・センターで行われました。 60分、LAFCがリードを3-0としたにもかかわらず、試合は途中出場となったズラタン・イブラヒモビッチのデビュー2ゴールを含めて、ギャラクシーの4-3の勝利で終わった。両チームは7月26日にバンク・オブ・カリフォルニア・スタジアムで対戦し、続いて8月24日にMLSライバルリーウィーク中にスタブハブ・センターで2回目の試合が行われた。7月26日の2回目の試合は、バンクオブカリフォルニアスタジアムでの2-2の引き分けで終わった。スタジアムでは6人のファンがファン同士の衝突で逮捕され、座席が損傷を受ける戦いが勃発していた。
LAFCのオーナーは、博覧会公園内のスタジアムに隣接して位置する、より大きなロサンゼルス・メモリアル・コロシアムでの試合の開催に関心を示している。

## ファン活動
ロサンゼルスFCのファンベースは、新しいMLSファン、元LAギャラクシーファン、チーヴァス・USAファンで構成されています。2018年1月、ピコ連合のLAFCから依頼された壁画は、完成して発表されてから数時間以内に、ギャラクシーの色で破壊された。これは、LAFCの色の塗料がホーソン記念公園のギャラクシー壁画とギャラクシーの看板の上にスプレーされた事件に続いたものである。両方のファンベースは後に、最初のシーズンの間に財産を傷つけあった。

## あだ名
"El Tráfico" (スペイン語では文字通り "The Traffic") は、MLSファンによって作成され、SB NationのブログLAG ConfidentialとAngels on Paradeによる投票に続いてメディアによって採用された。 これは悪名高いロサンゼルスの交通機関を指しており、"エル・クラシコ"のしゃれとして役立ち MLSは名前を商標登録する予定はない。この対決は"ロサンゼルスダービー"とも呼ばれ、スーパークラシコにも使用されていたあだ名である。

## ホームスタジアム
| チーム名                   | スタジアム名 （命名権名称）                              | 収容人員 | 画像 |
| -------------------------- | -------------------------------------------------------- | -------- | ---- |
| ロサンゼルス・ギャラクシー | ディグニティ・ヘルス・スポーツ・パーク                   | 27,000人 |      |
| ロサンゼルスFC             | バンク・オブ・カリフォルニア・スタジアム (BMOスタジアム) | 22,000人 |      |

## 対戦成績
| 順番 | 年     | 日付     | 大会                          | 場所                                                 | ホームチーム   | スコア | アウェイチーム | 観客数 | データ |
| ---- | ------ | -------- | ----------------------------- | ---------------------------------------------------- | -------------- | ------ | -------------- | ------ | ------ |
| 1.   | 2018年 | 3月31日  | MLS                           | スタブハブ・センター                                 | LAギャラクシー | 4–3    | ロサンゼルスFC | 27,068 |        |
| 2.   | 2018年 | 7月26日  | MLS                           | バンク・オブ・カリフォルニア・スタジアム             | ロサンゼルスFC | 2–2    | LAギャラクシー | 22,716 |        |
| 3.   | 2018年 | 8月24日  | MLS                           | スタブハブ・センター                                 | LAギャラクシー | 1–1    | ロサンゼルスFC | 27,068 |        |
| 4.   | 2019年 | 7月19日  | MLS                           | ディグニティ・ヘルス・スポーツ・パーク               | LAギャラクシー | 3–2    | ロサンゼルスFC | 27,088 |        |
| 5.   | 2019年 | 8月25日  | MLS                           | バンク・オブ・カリフォルニア・スタジアム             | ロサンゼルスFC | 3–3    | LAギャラクシー | 22,757 |        |
| 6.   | 2019年 | 10月24日 | MLSカップ・プレーオフ         | バンク・オブ・カリフォルニア・スタジアム             | ロサンゼルスFC | 5-3    | LAギャラクシー | 22,902 |        |
| 7.   | 2020年 | 7月18日  | MLSイズ・バック・トーナメント | ESPNワイド・ワールド・オブ・スポーツ・コンプレックス | ロサンゼルスFC | 6–2    | LAギャラクシー | 0      |        |
| 8.   | 2020年 | 8月22日  | MLS                           | バンク・オブ・カリフォルニア・スタジアム             | ロサンゼルスFC | 0–2    | LAギャラクシー | 0      |        |
| 9.   | 2020年 | 9月6日   | MLS                           | ディグニティ・ヘルス・スポーツ・パーク               | LAギャラクシー | 3–0    | ロサンゼルスFC | 0      |        |
| 10.  | 2020年 | 10月25日 | MLS                           | バンク・オブ・カリフォルニア・スタジアム             | ロサンゼルスFC | 2–0    | LAギャラクシー | 0      |        |
| 11.  | 2021年 | 5月8日   | MLS                           | ディグニティ・ヘルス・スポーツ・パーク               | LAギャラクシー | 2–1    | ロサンゼルスFC | 7,193  |        |
| 12.  | 2021年 | 9月6日   | MLS                           | バンク・オブ・カリフォルニア・スタジアム             | ロサンゼルスFC | 3–3    | LAギャラクシー | 22,032 |        |
| 13.  | 2021年 | 10月3日  | MLS                           | ディグニティ・ヘルス・スポーツ・パーク               | LAギャラクシー | 1–1    | ロサンゼルスFC | 25,174 |        |
| 14.  | 2022年 | 4月9日   | MLS                           | ディグニティ・ヘルス・スポーツ・パーク               | LAギャラクシー | 2–1    | ロサンゼルスFC | 25,174 |        |
| 15.  | 2022年 | 5月25日  | USオープンカップ              | ディグニティ・ヘルス・スポーツ・パーク               | LAギャラクシー | 3–1    | ロサンゼルスFC | 24,174 |        |
| 16.  | 2022年 | 7月8日   | MLS                           | バンク・オブ・カリフォルニア・スタジアム             | ロサンゼルスFC | 3-2    | LAギャラクシー | 22,231 |        |
| 17.  | 2022年 | 10月20日 | MLSカップ・プレーオフ         | バンク・オブ・カリフォルニア・スタジアム             | ロサンゼルスFC | 3-2    | LAギャラクシー | 22,305 |        |
| 18.  | 2023年 | 4月16日  | MLS                           | ディグニティ・ヘルス・スポーツ・パーク               | LAギャラクシー | 2-3    | ロサンゼルスFC | 27,154 |        |
| 19.  | 2023年 | 5月23日  | USオープンカップ              | BMOスタジアム                                        | ロサンゼルスFC | 0-2    | LAギャラクシー | 16,362 |        |
| 20.  | 2023年 | 7月4日   | MLS                           | ローズボウル                                         | LAギャラクシー | 2-1    | ロサンゼルスFC | 82,110 |        |
| 21.  | 2023年 | 9月16日  | MLS                           | BMOスタジアム                                        | ロサンゼルスFC | 4-2    | LAギャラクシー | 22,132 |        |
| 22.  | 2024年 | 5月18日  | MLS                           | BMOスタジアム                                        | ロサンゼルスFC | 2-1    | LAギャラクシー | 22,321 |        |
| 23.  | 2024年 | 7月4日   | MLS                           | ローズボウル                                         | ロサンゼルスFC | 2-1    | LAギャラクシー | 70,076 |        |
| 24.  | 2024年 | 9月4日   | MLS                           | ディグニティ・ヘルス・スポーツ・パーク               | LAギャラクシー | 4-2    | ロサンゼルスFC | 25,174 |        |
| 25.  | 2025年 | 5月18日  | MLS                           | ディグニティ・ヘルス・スポーツ・パーク               | LAギャラクシー | 2-2    | ロサンゼルスFC | 23,083 |        |
| 26.  | 2025年 | 7月19日  | MLS                           | BMOスタジアム                                        | ロサンゼルスFC | 3-3    | LAギャラクシー | 22,301 |        |

### 通算
|                               | 試合数 | ギャラクシー 勝利 | 引き分け | LAFC 勝利 | ギャラクシー ゴール | LAFC ゴール |
| ----------------------------- | ------ | ----------------- | -------- | --------- | ------------------- | ----------- |
| メジャーリーグサッカー        | 21     | 8                 | 7        | 6         | 45                  | 41          |
| MLSカップ・プレーオフ         | 2      | 0                 | 0        | 2         | 5                   | 8           |
| USオープンカップ              | 2      | 2                 | 0        | 0         | 5                   | 1           |
| MLSイズ・バック・トーナメント | 1      | 0                 | 0        | 1         | 2                   | 6           |
| 合計                          | 26     | 10                | 7        | 9         | 57                  | 56          |

## 得点ランキング
| 順位 | 国籍           | 選手                       | クラブ         | ゴール |
| ---- | -------------- | -------------------------- | -------------- | ------ |
| 1    | メキシコ       | カルロス・ベラ             | ロサンゼルスFC | 12     |
| 2    | ガボン         | デニス・ブアンガ           | ロサンゼルスFC | 10     |
| 3    | スウェーデン   | ズラタン・イブラヒモビッチ | LAギャラクシー | 9      |
| 4    | セルビア       | デヤン・ヨヴェリッチ       | LAギャラクシー | 6      |
| 4    | ウルグアイ     | ディエゴ・ロッシ           | ロサンゼルスFC | 6      |
| 6    | アメリカ合衆国 | セバスチャン・レットゲット | LAギャラクシー | 4      |
| 6    | コロンビア     | クリスティアン・アランゴ   | ロサンゼルスFC | 4      |
| 6    | アルゼンチン   | クリスティアン・パボン     | LAギャラクシー | 4      |
| 9    | アメリカ合衆国 | タイラー・ボイド           | LAギャラクシー | 3      |
| 9    | フランス       | サミュエル・グランサー     | LAギャラクシー | 3      |
| 9    | メキシコ       | ハビエル・エルナンデス     | LAギャラクシー | 3      |
| 9    | アメリカ合衆国 | ライアン・ホリングスヘッド | ロサンゼルスFC | 3      |
| 9    | スペイン       | リキ・プッチ               | LAギャラクシー | 3      |

## プロスポーツにおけるロサンゼルスの競争
- Lakers–Clippers rivalry – NBA
- フリーウェイ・シリーズ – MLB
- Freeway Face-Off – NHL